# Aktivizmus (művészet)

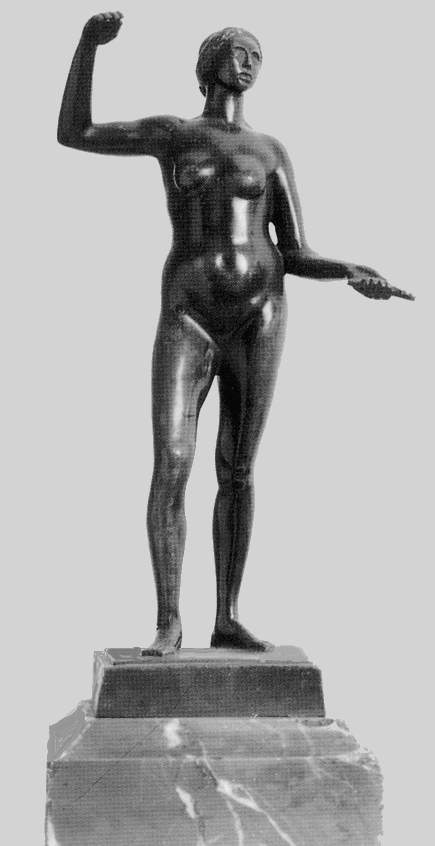
Fémes Beck Vilmos: Kalászt tartó (1912)

Az aktivizmus irodalmi és képzőművészeti irányzat volt Közép- és Kelet-Európában, az 1910-es és 1920-as években.

## Kialakulása, céljai
Közép- és Kelet-Európában az 1910-es években az expresszionizmuson belül kialakuló művészeti mozgalom, hazai vonatkozásban előkészítője a Nyolcak művészeti csoportjának avantgárd irányvonala.  Elnevezése a berlini Die Aktion című folyóirattól származik. Magyarországon 1915-ben Kassák Lajos szerkesztésében meginduló A Tett, majd folytatása, a Ma című folyóirat és köre az irányzat legjelentősebb képviselője. A környező országokban is hasonló kiadványok indultak. Az aktivizmus fő jellemzője a társadalmi-történeti aktivitás, az események figyelemmel kísérése és gyors értékelése.
Művészetileg hamar túljutott az aktivizmus az expresszionizmuson, s bár egyetlen irányzatot sem tartott kizárólagosnak, a kubizmus, a futurizmus, majd a konstruktivizmus stíluselemeivel is gazdagodott. Kifejezetten csak művészi eszközökkel dolgozott, nem óhajtott a politika eszköze lenni.
Kassák Lajos megfogalmazásában a Mához írt programadó cikkében:

„Tisztában vagyunk azzal, hogy az emberiség sorsát teljesen jóra változtatni nem lehet, mert ahogy a társadalmi és etikai törvények módosulnak, úgy változnak, nőnek, szélesednek az emberek igényei is. Ez a fejlődés törvénye, és mi ezt helyesléssel megértjük. Az élet elviselhetésében csak narkotizálni lehet az embert – ez a narkotikum az akció, s így nekünk a társadalom legszívében gyökerező költőknek első hivatásunk ezt az akciót minél életesebb ütemben, minél céltudatosabb pont felé mozgatni!…
Szociális elveinken belül azonban teljes szabadságot követelünk a költészet részére, úgy a mondanivalónk megválasztásában, mint a téma kidolgozási módjában!”

## Fő képviselői betűrendben

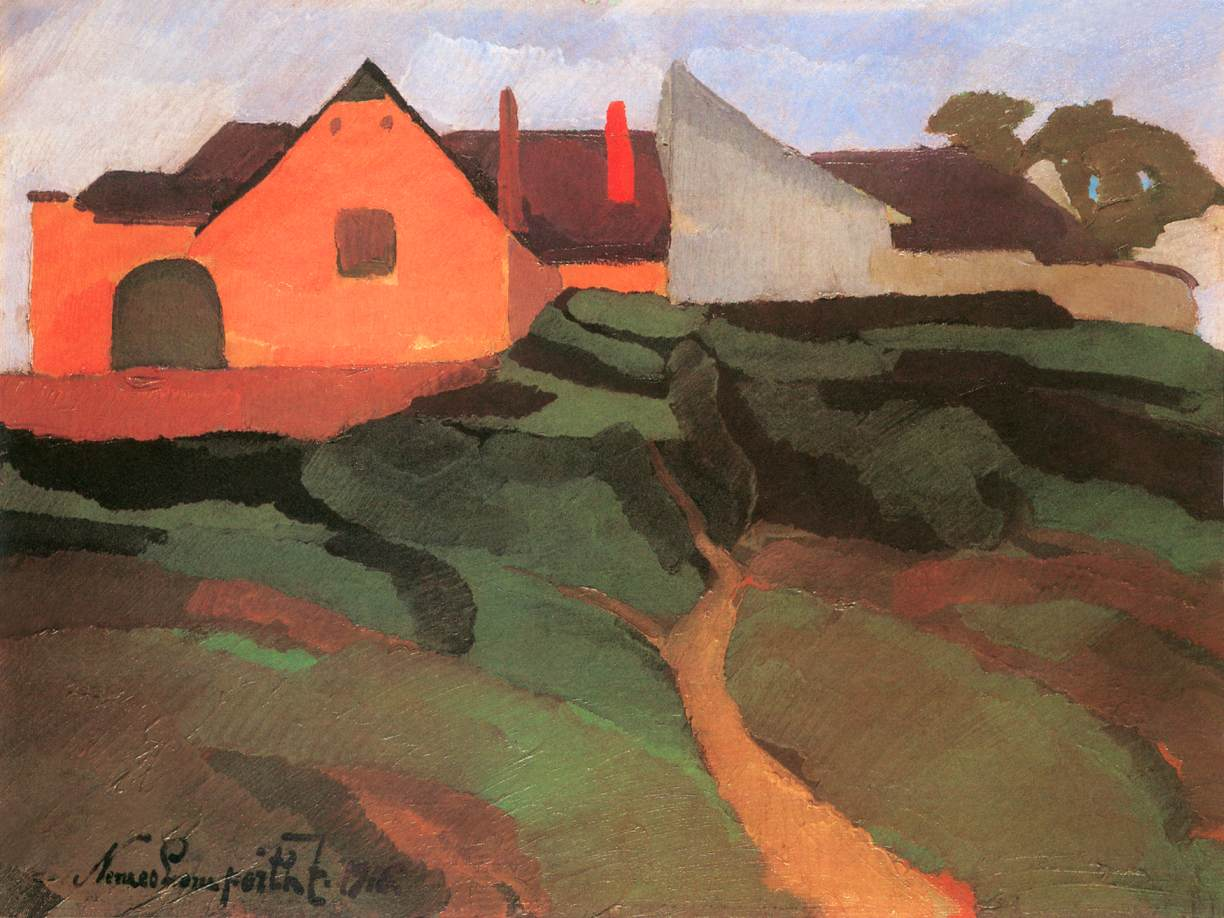
Nemes Lampérth József Tabán (részlet) (1916)

- Bortnyik Sándor
- Kassák Lajos
- Kmetty János
- Mácza János
- Mattis Teutsch János
- Nemes-Lampérth József
- Tihanyi Lajos
- Uitz Béla